# سترواتش
سترواتش (به لاتین: Střevač) یک منطقهٔ مسکونی در جمهوری چک است که در شهرستان ییچین واقع شده‌است.